# احذية الباليه (رواية)
أحذية الباليه، قصة ثلاث فتيات على المسرح هي رواية أدبية للأطفال للكاتبة نويل ستريافيلد [الإنجليزية]، ونشرتها في عام 1936. وهي روايتها الأولى المقدمة للأطفال.

## الاقتباسات التلفزيونية
اقتبست الرواية مرتين لتتحول فيما بعد إلى:
- احذية باليه  [لغات أخرى]‏- مسلسل تلفزيوني عام 1975
- احذية باليه - فيلم عام 2007

## روابط خارجية
- Ballet Shoes at Noel Streatfeild — fansite
- The Fossil Cupboard — Noel Streatfeild discussion board